# Lithobius entzii
Lithobius entzii är en mångfotingart som beskrevs av Daday 1889. Lithobius entzii ingår i släktet Lithobius och familjen stenkrypare.
Artens utbredningsområde är Slovakien. Inga underarter finns listade i Catalogue of Life.